# Der Morgen und der Abend
Der Morgen und der Abend ist eine kleine Komposition im galanten Stil von Johann Ernst Eberlin und Leopold Mozart für eine mechanische Orgel, das Hornwerk Salzburger Stier auf der Festung Hohensalzburg.
Die Komposition besteht aus zwölf kurzen Sätzen, die den einzelnen Monaten zugeordnet sind:
1. Für den Jenner: Aria (J. Eberlin)
2. Für den Hornung: Die Fastnacht (L. Mozart)
3. Für den Merz: Adagio (anonyme Melodie und Variationen als „Einige kleine Veränderungen“ von L. Mozart)
4. Für den April: Menueto (Eberlin)
5. Für den May: Menueto Pastorello (L. Mozart)
6. Für den Brachmonat: Scherzo (L. Mozart)
7. Für den Heumonat: Menueto (L. Mozart)
8. Für den Augustmonat: Aria (Eberlin)
9. Für den Herbstmonat: Die Jagd (L. Mozart)
10. Für den Weinmonat: Menueto (L. Mozart)
11. Für den Wintermonat: Menueto (Eberlin)
12. Für den Christmonat: Das Wiegenlied (Eberlin)

Im Vorwort der Erstausgabe schreibt Leopold Mozart, das Hornwerk habe „von undenklicher Zeit her […] nur ein einziges Stück gespielet“, und zwar die anonyme Melodie für den Merz. Die Variationen („Veränderungen“) darüber seien erst für die Druckausgabe komponiert worden.
Der Erstdruck des Werks erschien 1759 unter dem Titel Der Morgen und der Abend, den Inwohnern der Hochf. Residenz Stadt Salzburg melodisch und harmonisch angekündigt im Verlag Lotters Erben in Augsburg.
Komponiert war das kleine gefällige Werk für den Salzburger Stier. Das ist eine mechanische Orgel nach dem Prinzip eines Drehorgel-Walzenwerks. Es geht zurück auf Fürsterzbischof Leonhard von Keutschach, der ab 1500 die Festung Hohensalzburg ausbauen und dabei 1502 ein Hornwerk errichten ließ, das den Einwohnern Signal für allerlei Zwecke geben sollte. Nachdem 1753 diese Maschine, „das ziemlich abgenützte Hornwerk“, durch Johann Rochus Egedacher erneuert worden war, gaben die beiden Komponisten, die befreundet waren, sechs Jahre später ihr Gemeinschaftswerk heraus. Wie L. Mozart im Vorwort ausführt, handelte es sich um eine Auftragsarbeit: Dem Stück für den März „hat die Hochlöbliche Landschaft zur angenehmen Abwechslung noch 11.andere Stücke beyfügen […] lassen.“ Zum Stierjubiläum im Jahr 2002 erfuhr dieses Hornwerk  eine neuerliche Restauration.